# Клима Естоније
Естонија лежи у северном делу умереног климатског појаса и у прелазном појасу између морске и континенталне климе. Пошто се Естонија (и цела северна Европа) непрекидно загрева морским ваздухом под утицајем топлотног садржаја северног Атлантског океана, она има блажу климу упркос својој северној географској ширини. Балтичко море узрокује разлике између климе приобалних и копнених подручја. Естонија има четири годишња доба скоро једнаке дужине. Просечне температуре се крећу од 17,8 °C на Балтичким острвима до 18,4 °C  у унутрашњости у јулу, најтоплијем месецу, и од -1,4 °C на балтичким острвима до -5,3 °C у унутрашњости у фебруару, најхладнијем месецу.
Просечна годишња температура у Естонији је 6,4 °C.  На климу утичу и Атлантски океан, Северноатлантска струја и Исландски минимум, што је подручје познато по стварању циклона и где је просечни ваздушни притисак нижи него у суседним областима. Естонија се налази у влажној зони у којој је количина падавина већа од укупног испаравања. Просечна количина падавина у периоду 1991–2020 кретала се од 573 до 761 мм годишње и била је највећа у касно лето. Кишних дана у години је између 102 и 127, а просечних падавина највише је на западним падинама Сакала и Хања.

## Температура
| Клима Estonia                                                                  | Клима Estonia | Клима Estonia | Клима Estonia | Клима Estonia | Клима Estonia | Клима Estonia | Клима Estonia | Клима Estonia | Клима Estonia | Клима Estonia | Клима Estonia | Клима Estonia | Клима Estonia |
| Показатељ \ Месец                                                              | .Јан.         | .Феб.         | .Мар.         | .Апр.         | .Мај.         | .Јун.         | .Јул.         | .Авг.         | .Сеп.         | .Окт.         | .Нов.         | .Дец.         | .Год.         |
| ------------------------------------------------------------------------------ | ------------- | ------------- | ------------- | ------------- | ------------- | ------------- | ------------- | ------------- | ------------- | ------------- | ------------- | ------------- | ------------- |
| Максимум, °C (°F)                                                              | −0,9 (30,4)   | −1,1 (30)     | 2,7 (36,9)    | 9,5 (49,1)    | 15,6 (60,1)   | 19,4 (66,9)   | 22,4 (72,3)   | 21,3 (70,3)   | 16,2 (61,2)   | 9,6 (49,3)    | 4,1 (39,4)    | 1,0 (33,8)    | 9,98 (49,97)  |
| Минимум, °C (°F)                                                               | −5,6 (21,9)   | −6,5 (20,3)   | −3,9 (25)     | 0,9 (33,6)    | 5,6 (42,1)    | 10,2 (50,4)   | 13,2 (55,8)   | 12,5 (54,5)   | 8,6 (47,5)    | 3,9 (39)      | 0,0 (32)      | −3,1 (26,4)   | 2,98 (37,38)  |
| Количина падавина, mm (in)                                                     | 49 (1,93)     | 39 (1,54)     | 35 (1,38)     | 34 (1,34)     | 42 (1,65)     | 70 (2,76)     | 67 (2,64)     | 81 (3,19)     | 58 (2,28)     | 72 (2,83)     | 61 (2,4)      | 53 (2,09)     | 661 (26,03)   |
| Извор: http://www.ilmateenistus.ee/kliima/kliimanormid/ohutemperatuur/?lang=en |               |               |               |               |               |               |               |               |               |               |               |               |               |

| Клима Tallinn, Estonia (normals 1991–2020 and extremes 1805–present) | Клима Tallinn, Estonia (normals 1991–2020 and extremes 1805–present) | Клима Tallinn, Estonia (normals 1991–2020 and extremes 1805–present) | Клима Tallinn, Estonia (normals 1991–2020 and extremes 1805–present) | Клима Tallinn, Estonia (normals 1991–2020 and extremes 1805–present) | Клима Tallinn, Estonia (normals 1991–2020 and extremes 1805–present) | Клима Tallinn, Estonia (normals 1991–2020 and extremes 1805–present) | Клима Tallinn, Estonia (normals 1991–2020 and extremes 1805–present) | Клима Tallinn, Estonia (normals 1991–2020 and extremes 1805–present) | Клима Tallinn, Estonia (normals 1991–2020 and extremes 1805–present) | Клима Tallinn, Estonia (normals 1991–2020 and extremes 1805–present) | Клима Tallinn, Estonia (normals 1991–2020 and extremes 1805–present) | Клима Tallinn, Estonia (normals 1991–2020 and extremes 1805–present) | Клима Tallinn, Estonia (normals 1991–2020 and extremes 1805–present) |
| Показатељ \ Месец                                                    | .Јан.                                                                | .Феб.                                                                | .Мар.                                                                | .Апр.                                                                | .Мај.                                                                | .Јун.                                                                | .Јул.                                                                | .Авг.                                                                | .Сеп.                                                                | .Окт.                                                                | .Нов.                                                                | .Дец.                                                                | .Год.                                                                |
| -------------------------------------------------------------------- | -------------------------------------------------------------------- | -------------------------------------------------------------------- | -------------------------------------------------------------------- | -------------------------------------------------------------------- | -------------------------------------------------------------------- | -------------------------------------------------------------------- | -------------------------------------------------------------------- | -------------------------------------------------------------------- | -------------------------------------------------------------------- | -------------------------------------------------------------------- | -------------------------------------------------------------------- | -------------------------------------------------------------------- | -------------------------------------------------------------------- |
| Апсолутни максимум, °C (°F)                                          | 9,2 (48,6)                                                           | 10,2 (50,4)                                                          | 15,9 (60,6)                                                          | 27,2 (81)                                                            | 31,4 (88,5)                                                          | 32,6 (90,7)                                                          | 34,3 (93,7)                                                          | 34,2 (93,6)                                                          | 28,0 (82,4)                                                          | 21,8 (71,2)                                                          | 14,1 (57,4)                                                          | 11,6 (52,9)                                                          | 34,3 (93,7)                                                          |
| Максимум, °C (°F)                                                    | −0,7 (30,7)                                                          | −1,0 (30,2)                                                          | 2,8 (37)                                                             | 9,5 (49,1)                                                           | 15,4 (59,7)                                                          | 19,2 (66,6)                                                          | 22,2 (72)                                                            | 21,0 (69,8)                                                          | 16,1 (61)                                                            | 9,5 (49,1)                                                           | 4,1 (39,4)                                                           | 1,2 (34,2)                                                           | 9,94 (49,9)                                                          |
| Просек, °C (°F)                                                      | −2,9 (26,8)                                                          | −3,6 (25,5)                                                          | −0,6 (30,9)                                                          | 4,8 (40,6)                                                           | 10,2 (50,4)                                                          | 14,5 (58,1)                                                          | 17,6 (63,7)                                                          | 16,5 (61,7)                                                          | 12,0 (53,6)                                                          | 6,5 (43,7)                                                           | 2,0 (35,6)                                                           | −0,9 (30,4)                                                          | 6,34 (43,42)                                                         |
| Минимум, °C (°F)                                                     | −5,5 (22,1)                                                          | −6,2 (20,8)                                                          | −3,7 (25,3)                                                          | 0,7 (33,3)                                                           | 5,2 (41,4)                                                           | 9,8 (49,6)                                                           | 13,1 (55,6)                                                          | 12,3 (54,1)                                                          | 8,4 (47,1)                                                           | 3,7 (38,7)                                                           | −0,2 (31,6)                                                          | −3,1 (26,4)                                                          | 2,88 (37,17)                                                         |
| Апсолутни минимум, °C (°F)                                           | −31,4 (−24,5)                                                        | −28,7 (−19,7)                                                        | −24,5 (−12,1)                                                        | −12,0 (10,4)                                                         | −5,0 (23)                                                            | 0,0 (32)                                                             | 4,0 (39,2)                                                           | 2,4 (36,3)                                                           | −4,1 (24,6)                                                          | −10,5 (13,1)                                                         | −18,8 (−1,8)                                                         | −24,3 (−11,7)                                                        | −31,4 (−24,5)                                                        |
| Количина падавина, mm (in)                                           | 56 (2,2)                                                             | 40 (1,57)                                                            | 37 (1,46)                                                            | 35 (1,38)                                                            | 37 (1,46)                                                            | 68 (2,68)                                                            | 82 (3,23)                                                            | 85 (3,35)                                                            | 58 (2,28)                                                            | 78 (3,07)                                                            | 66 (2,6)                                                             | 59 (2,32)                                                            | 701 (27,6)                                                           |
| Дани са кишом                                                        | 10                                                                   | 8                                                                    | 9                                                                    | 12                                                                   | 11                                                                   | 13                                                                   | 13                                                                   | 14                                                                   | 17                                                                   | 18                                                                   | 16                                                                   | 12                                                                   | 153                                                                  |
| Дани са снегом                                                       | 19                                                                   | 18                                                                   | 13                                                                   | 5                                                                    | 0,4                                                                  | 0                                                                    | 0                                                                    | 0                                                                    | 0                                                                    | 2                                                                    | 11                                                                   | 18                                                                   | 86,4                                                                 |
| Релативна влажност, %                                                | 89                                                                   | 86                                                                   | 80                                                                   | 72                                                                   | 69                                                                   | 74                                                                   | 76                                                                   | 79                                                                   | 82                                                                   | 85                                                                   | 89                                                                   | 89                                                                   | 80,8                                                                 |
| Сунчани сати — месечни просек                                        | 29,7                                                                 | 58,8                                                                 | 148,4                                                                | 217,3                                                                | 306,0                                                                | 294,3                                                                | 312,1                                                                | 255,6                                                                | 162,3                                                                | 88,3                                                                 | 29,1                                                                 | 20,7                                                                 | 1.922,6                                                              |
| UV индекс                                                            | 0                                                                    | 1                                                                    | 1                                                                    | 3                                                                    | 4                                                                    | 5                                                                    | 5                                                                    | 4                                                                    | 3                                                                    | 1                                                                    | 0                                                                    | 0                                                                    | 2,3                                                                  |
| Извор #1: Estonian Weather Service                                   |                                                                      |                                                                      |                                                                      |                                                                      |                                                                      |                                                                      |                                                                      |                                                                      |                                                                      |                                                                      |                                                                      |                                                                      |                                                                      |
| Извор #2: Pogodaiklimat.ru (rainy and snowy days) and Weather Atlas  |                                                                      |                                                                      |                                                                      |                                                                      |                                                                      |                                                                      |                                                                      |                                                                      |                                                                      |                                                                      |                                                                      |                                                                      |                                                                      |

| Клима Tartu (Tõravere) normals 1991–2020, extremes 1865–present | Клима Tartu (Tõravere) normals 1991–2020, extremes 1865–present | Клима Tartu (Tõravere) normals 1991–2020, extremes 1865–present | Клима Tartu (Tõravere) normals 1991–2020, extremes 1865–present | Клима Tartu (Tõravere) normals 1991–2020, extremes 1865–present | Клима Tartu (Tõravere) normals 1991–2020, extremes 1865–present | Клима Tartu (Tõravere) normals 1991–2020, extremes 1865–present | Клима Tartu (Tõravere) normals 1991–2020, extremes 1865–present | Клима Tartu (Tõravere) normals 1991–2020, extremes 1865–present | Клима Tartu (Tõravere) normals 1991–2020, extremes 1865–present | Клима Tartu (Tõravere) normals 1991–2020, extremes 1865–present | Клима Tartu (Tõravere) normals 1991–2020, extremes 1865–present | Клима Tartu (Tõravere) normals 1991–2020, extremes 1865–present | Клима Tartu (Tõravere) normals 1991–2020, extremes 1865–present |
| Показатељ \ Месец                                               | .Јан.                                                           | .Феб.                                                           | .Мар.                                                           | .Апр.                                                           | .Мај.                                                           | .Јун.                                                           | .Јул.                                                           | .Авг.                                                           | .Сеп.                                                           | .Окт.                                                           | .Нов.                                                           | .Дец.                                                           | .Год.                                                           |
| --------------------------------------------------------------- | --------------------------------------------------------------- | --------------------------------------------------------------- | --------------------------------------------------------------- | --------------------------------------------------------------- | --------------------------------------------------------------- | --------------------------------------------------------------- | --------------------------------------------------------------- | --------------------------------------------------------------- | --------------------------------------------------------------- | --------------------------------------------------------------- | --------------------------------------------------------------- | --------------------------------------------------------------- | --------------------------------------------------------------- |
| Апсолутни максимум, °C (°F)                                     | 9,7 (49,5)                                                      | 10,9 (51,6)                                                     | 18,4 (65,1)                                                     | 27,5 (81,5)                                                     | 30,9 (87,6)                                                     | 34,0 (93,2)                                                     | 34,9 (94,8)                                                     | 35,2 (95,4)                                                     | 30,3 (86,5)                                                     | 21,5 (70,7)                                                     | 13,8 (56,8)                                                     | 13,0 (55,4)                                                     | 35,2 (95,4)                                                     |
| Максимум, °C (°F)                                               | −1,8 (28,8)                                                     | −1,6 (29,1)                                                     | 3,3 (37,9)                                                      | 11,1 (52)                                                       | 17,1 (62,8)                                                     | 20,6 (69,1)                                                     | 23,1 (73,6)                                                     | 21,8 (71,2)                                                     | 16,3 (61,3)                                                     | 9,2 (48,6)                                                      | 3,3 (37,9)                                                      | 0,0 (32)                                                        | 10,2 (50,36)                                                    |
| Просек, °C (°F)                                                 | −4,1 (24,6)                                                     | −4,4 (24,1)                                                     | −0,5 (31,1)                                                     | 5,9 (42,6)                                                      | 11,5 (52,7)                                                     | 15,5 (59,9)                                                     | 18,0 (64,4)                                                     | 16,7 (62,1)                                                     | 11,8 (53,2)                                                     | 6,0 (42,8)                                                      | 1,2 (34,2)                                                      | −2,1 (28,2)                                                     | 6,29 (43,33)                                                    |
| Минимум, °C (°F)                                                | −6,5 (20,3)                                                     | −7,3 (18,9)                                                     | −4 (25)                                                         | 1,2 (34,2)                                                      | 5,8 (42,4)                                                      | 10,3 (50,5)                                                     | 12,9 (55,2)                                                     | 12,0 (53,6)                                                     | 8,0 (46,4)                                                      | 3,3 (37,9)                                                      | −0,8 (30,6)                                                     | −4,2 (24,4)                                                     | 2,56 (36,62)                                                    |
| Апсолутни минимум, °C (°F)                                      | −37,5 (−35,5)                                                   | −36,0 (−32,8)                                                   | −29,6 (−21,3)                                                   | −19,8 (−3,6)                                                    | −7,2 (19)                                                       | −2,2 (28)                                                       | 1,8 (35,2)                                                      | 1,5 (34,7)                                                      | −6,6 (20,1)                                                     | −13,8 (7,2)                                                     | −22,2 (−8)                                                      | −38,6 (−37,5)                                                   | −38,6 (−37,5)                                                   |
| Количина падавина, mm (in)                                      | 48 (1,89)                                                       | 39 (1,54)                                                       | 36 (1,42)                                                       | 35 (1,38)                                                       | 54 (2,13)                                                       | 88 (3,46)                                                       | 67 (2,64)                                                       | 79 (3,11)                                                       | 55 (2,17)                                                       | 68 (2,68)                                                       | 55 (2,17)                                                       | 51 (2,01)                                                       | 675 (26,6)                                                      |
| Дани са падавинама (≥ 1.0 mm)                                   | 10                                                              | 8                                                               | 8                                                               | 8                                                               | 8                                                               | 10                                                              | 11                                                              | 11                                                              | 11                                                              | 11                                                              | 11                                                              | 11                                                              | 118                                                             |
| Релативна влажност, %                                           | 88                                                              | 85                                                              | 76                                                              | 68                                                              | 65                                                              | 70                                                              | 74                                                              | 77                                                              | 82                                                              | 86                                                              | 89                                                              | 89                                                              | 79,1                                                            |
| Сунчани сати — месечни просек                                   | 33,7                                                            | 65,1                                                            | 140,3                                                           | 190,9                                                           | 266,0                                                           | 258,0                                                           | 268,7                                                           | 227,6                                                           | 152,1                                                           | 79,3                                                            | 30,0                                                            | 24,3                                                            | 1.736                                                           |
| Извор: Estonian Weather Service (precipitation days 1971–2000)  |                                                                 |                                                                 |                                                                 |                                                                 |                                                                 |                                                                 |                                                                 |                                                                 |                                                                 |                                                                 |                                                                 |                                                                 |                                                                 |

| Клима Pärnu (normals 1991–2020, extremes 1842–present) | Клима Pärnu (normals 1991–2020, extremes 1842–present) | Клима Pärnu (normals 1991–2020, extremes 1842–present) | Клима Pärnu (normals 1991–2020, extremes 1842–present) | Клима Pärnu (normals 1991–2020, extremes 1842–present) | Клима Pärnu (normals 1991–2020, extremes 1842–present) | Клима Pärnu (normals 1991–2020, extremes 1842–present) | Клима Pärnu (normals 1991–2020, extremes 1842–present) | Клима Pärnu (normals 1991–2020, extremes 1842–present) | Клима Pärnu (normals 1991–2020, extremes 1842–present) | Клима Pärnu (normals 1991–2020, extremes 1842–present) | Клима Pärnu (normals 1991–2020, extremes 1842–present) | Клима Pärnu (normals 1991–2020, extremes 1842–present) | Клима Pärnu (normals 1991–2020, extremes 1842–present) |
| Показатељ \ Месец                                      | .Јан.                                                  | .Феб.                                                  | .Мар.                                                  | .Апр.                                                  | .Мај.                                                  | .Јун.                                                  | .Јул.                                                  | .Авг.                                                  | .Сеп.                                                  | .Окт.                                                  | .Нов.                                                  | .Дец.                                                  | .Год.                                                  |
| ------------------------------------------------------ | ------------------------------------------------------ | ------------------------------------------------------ | ------------------------------------------------------ | ------------------------------------------------------ | ------------------------------------------------------ | ------------------------------------------------------ | ------------------------------------------------------ | ------------------------------------------------------ | ------------------------------------------------------ | ------------------------------------------------------ | ------------------------------------------------------ | ------------------------------------------------------ | ------------------------------------------------------ |
| Максимум, °C (°F)                                      | −0,8 (30,6)                                            | −1 (30)                                                | 3,0 (37,4)                                             | 10,2 (50,4)                                            | 16,7 (62,1)                                            | 20,2 (68,4)                                            | 23,0 (73,4)                                            | 21,8 (71,2)                                            | 16,6 (61,9)                                            | 9,9 (49,8)                                             | 4,3 (39,7)                                             | 1,1 (34)                                               | 10,42 (50,74)                                          |
| Минимум, °C (°F)                                       | −5,5 (22,1)                                            | −6,6 (20,1)                                            | −3,7 (25,3)                                            | 1,2 (34,2)                                             | 6,1 (43)                                               | 10,7 (51,3)                                            | 13,6 (56,5)                                            | 12,8 (55)                                              | 8,6 (47,5)                                             | 3,8 (38,8)                                             | 0,0 (32)                                               | −3,1 (26,4)                                            | 3,16 (37,68)                                           |
| Количина падавина, mm (in)                             | 61 (2,4)                                               | 49 (1,93)                                              | 43 (1,69)                                              | 40 (1,57)                                              | 39 (1,54)                                              | 78 (3,07)                                              | 74 (2,91)                                              | 84 (3,31)                                              | 61 (2,4)                                               | 83 (3,27)                                              | 73 (2,87)                                              | 71 (2,8)                                               | 756 (29,76)                                            |
| [ тражи се извор ]                                     |                                                        |                                                        |                                                        |                                                        |                                                        |                                                        |                                                        |                                                        |                                                        |                                                        |                                                        |                                                        |                                                        |

| Клима Vilsandi (normals 1991–2020, extremes 1865–present)      | Клима Vilsandi (normals 1991–2020, extremes 1865–present) | Клима Vilsandi (normals 1991–2020, extremes 1865–present) | Клима Vilsandi (normals 1991–2020, extremes 1865–present) | Клима Vilsandi (normals 1991–2020, extremes 1865–present) | Клима Vilsandi (normals 1991–2020, extremes 1865–present) | Клима Vilsandi (normals 1991–2020, extremes 1865–present) | Клима Vilsandi (normals 1991–2020, extremes 1865–present) | Клима Vilsandi (normals 1991–2020, extremes 1865–present) | Клима Vilsandi (normals 1991–2020, extremes 1865–present) | Клима Vilsandi (normals 1991–2020, extremes 1865–present) | Клима Vilsandi (normals 1991–2020, extremes 1865–present) | Клима Vilsandi (normals 1991–2020, extremes 1865–present) | Клима Vilsandi (normals 1991–2020, extremes 1865–present) |
| Показатељ \ Месец                                              | .Јан.                                                     | .Феб.                                                     | .Мар.                                                     | .Апр.                                                     | .Мај.                                                     | .Јун.                                                     | .Јул.                                                     | .Авг.                                                     | .Сеп.                                                     | .Окт.                                                     | .Нов.                                                     | .Дец.                                                     | .Год.                                                     |
| -------------------------------------------------------------- | --------------------------------------------------------- | --------------------------------------------------------- | --------------------------------------------------------- | --------------------------------------------------------- | --------------------------------------------------------- | --------------------------------------------------------- | --------------------------------------------------------- | --------------------------------------------------------- | --------------------------------------------------------- | --------------------------------------------------------- | --------------------------------------------------------- | --------------------------------------------------------- | --------------------------------------------------------- |
| Апсолутни максимум, °C (°F)                                    | 8,1 (46,6)                                                | 8,0 (46,4)                                                | 15,0 (59)                                                 | 23,5 (74,3)                                               | 28,7 (83,7)                                               | 31,6 (88,9)                                               | 32,1 (89,8)                                               | 32,4 (90,3)                                               | 27,9 (82,2)                                               | 19,7 (67,5)                                               | 13,1 (55,6)                                               | 10,2 (50,4)                                               | 32,4 (90,3)                                               |
| Максимум, °C (°F)                                              | 1,3 (34,3)                                                | 0,4 (32,7)                                                | 2,6 (36,7)                                                | 7,6 (45,7)                                                | 12,9 (55,2)                                               | 17,1 (62,8)                                               | 20,8 (69,4)                                               | 20,6 (69,1)                                               | 16,1 (61)                                                 | 10,5 (50,9)                                               | 6,0 (42,8)                                                | 3,3 (37,9)                                                | 9,93 (49,88)                                              |
| Просек, °C (°F)                                                | −0,3 (31,5)                                               | −1,4 (29,5)                                               | 0,6 (33,1)                                                | 4,7 (40,5)                                                | 9,7 (49,5)                                                | 14,2 (57,6)                                               | 17,8 (64)                                                 | 17,8 (64)                                                 | 13,9 (57)                                                 | 8,7 (47,7)                                                | 4,5 (40,1)                                                | 1,9 (35,4)                                                | 7,68 (45,83)                                              |
| Минимум, °C (°F)                                               | −2,2 (28)                                                 | −3,3 (26,1)                                               | −1,4 (29,5)                                               | 2,4 (36,3)                                                | 7,0 (44,6)                                                | 11,7 (53,1)                                               | 15,4 (59,7)                                               | 15,3 (59,5)                                               | 11,7 (53,1)                                               | 6,7 (44,1)                                                | 2,8 (37)                                                  | 0,1 (32,2)                                                | 5,52 (41,93)                                              |
| Апсолутни минимум, °C (°F)                                     | −31,8 (−25,2)                                             | −28,1 (−18,6)                                             | −26,2 (−15,2)                                             | −13,6 (7,5)                                               | −3,1 (26,4)                                               | 3,2 (37,8)                                                | 7,1 (44,8)                                                | 7,3 (45,1)                                                | 0,4 (32,7)                                                | −6,4 (20,5)                                               | −10,8 (12,6)                                              | −28,6 (−19,5)                                             | −31,8 (−25,2)                                             |
| Количина падавина, mm (in)                                     | 44 (1,73)                                                 | 33 (1,3)                                                  | 33 (1,3)                                                  | 28 (1,1)                                                  | 31 (1,22)                                                 | 47 (1,85)                                                 | 49 (1,93)                                                 | 73 (2,87)                                                 | 59 (2,32)                                                 | 67 (2,64)                                                 | 63 (2,48)                                                 | 52 (2,05)                                                 | 579 (22,79)                                               |
| Дани са падавинама (≥ 1.0 mm)                                  | 11                                                        | 8                                                         | 8                                                         | 8                                                         | 7                                                         | 7                                                         | 8                                                         | 9                                                         | 12                                                        | 12                                                        | 14                                                        | 13                                                        | 117                                                       |
| Релативна влажност, %                                          | 86                                                        | 86                                                        | 83                                                        | 81                                                        | 80                                                        | 82                                                        | 81                                                        | 80                                                        | 81                                                        | 82                                                        | 86                                                        | 86                                                        | 82,8                                                      |
| Сунчани сати — месечни просек                                  | 37,3                                                      | 69,0                                                      | 150,4                                                     | 226,1                                                     | 316,1                                                     | 313,5                                                     | 330,1                                                     | 270,5                                                     | 175,7                                                     | 100,3                                                     | 38,3                                                      | 24,0                                                      | 2.051,3                                                   |
| Извор: Estonian Weather Service (precipitation days 1971–2000) |                                                           |                                                           |                                                           |                                                           |                                                           |                                                           |                                                           |                                                           |                                                           |                                                           |                                                           |                                                           |                                                           |

## Пролеће
Пролеће је обично суво и благо. Време у априлу може бити најпроменљивије, у првој половини месеца понекад може бити и снежних дана, али у исто време понекад се могу доживети дани када температура порасте изнад 20 °C. Пролеће је најтоплије у унутрашњости јужне Естоније и најхладније на обали. Мај је најтоплији месец у пролеће када долазе први топли периоди и температуре могу достићи 20-30 °C. Сезона грмљавине почиње у априлу.

## Лето
Лета су блага, топлија у јужној и источној Естонији, хладнија на острвима. Понегде температуре могу достићи и до 30-35 °C, али су обично близу 20 °C. Најтоплији месец је јул, али је рекорд максималне температуре ваздуха забележен у августу од 35,6 °C. Поподне се обично могу десити грмљавине.

## Јесен
Јесен је влажна и ветровита. Прва половина септембра може бити топла. Многи циклони долазе са југозапада и запада и доносе обилне кише са грмљавином у Естонију. Неке олује могу изазвати обалне поплаве и ветрове изнад 35 м/с. У наредним месецима време се постепено хлади, повећава се удео облачних дана. Први снег обично пада крајем октобра или новембра. Јесен у приморским подручјима је знатно блажа него у унутрашњости.

## Зима
Хладније је на истоку Естоније, а топлије у приморским пределима. Најхладнији месеци су јануар и фебруар: у неким ноћима најнижа температура може бити -35 °C. Рекордно ниска температура је -43,5 °C. Циклони доносе снежне олује. Понекад ефекат мора утиче на Естонију, доносећи још снега.

## Ветар
Најјачи ветар био је 1969. године у Рухнуу, 48 м/с.

## Сунце
Укупно годишње осунчање је 1829,6 сати. Најсунчанији месец је обично јул, а најоблачнији месец је обично децембар.